# Любовь всё меняет
«Любовь всё меняет» (англ. Sol Goode) — американская романтическая комедия, снятая в 2001 году режиссёром Дэнни Комденом по сценарию, написанному им же.
В фильме исполнили эпизодические роли такие люди, как Кармен Электра, Джаред Лето, Шеннон Лето, Джейсон Бейтман.

## Сюжет
В жизни Сола (Бальтазар Гетти) наступила полоса неудач. Он лишился квартиры, машины, его родители, считающие его самого ничего не умеющим неудачником, отказываются его содержать. К тому же, к своим двадцати годам у Сола ещё не было романтических отношений с девушками. Хотя он с многими переспал, в том числе и с Тэмми (Тори Спеллинг), все отношения не подкреплялись чувствами, начинались и заканчивались постелью. Лоботряс Сол в ужасе от того, что теперь ему придется зарабатывать на жизнь, кроме того, он вдруг понимает, что влюблен в свою лучшую подругу Хлою (Кэтрин Таун). Чтобы завоевать сердце умной и красивой девушки, Сол готов, кажется, на все.

## В ролях
| Актёр                 | Роль         |
| --------------------- | ------------ |
| Бальтазар Гетти       | Сол Гуд      |
| Кэтрин Таун           | Хлоя         |
| Джейми Кеннеди        | Джастин Сакс |
| Дэнни Комден          | Купер        |
| Наташа Грегсон Вагнер | Бренда       |
| Чери Отери            | Берни Бест   |
| Тори Спеллинг         | Тэмми        |
| Джонатон Шек          | Хэппи        |
| Роберт Вагнер         | папа Сола    |
| Кристина Пиклз        | мама Сола    |